# ودویک
ودویک (به لاتین: Vedvik) یک منطقهٔ مسکونی در نروژ است که در Vågsøy واقع شده‌است.

## خصوصیات
ودویک ۱۸ متر بالاتر از سطح دریا واقع شده‌است.